# 含硫アミノ酸
含硫アミノ酸(がんりゅうアミノさん)(英語: sulfur containing amino acid) は、その構造に硫黄原子を有するアミノ酸。代表的なものにメチオニン、システイン、ホモシステインなどがある。
なお、タウリンは生化学の分野では厳密にはカルボキシル基を持たないためアミノ酸ではない（アミノエチルスルホン酸）が、栄養学の分野ではアミノ酸として扱うことがある。

## 含硫アミノ酸の例

メチオニン
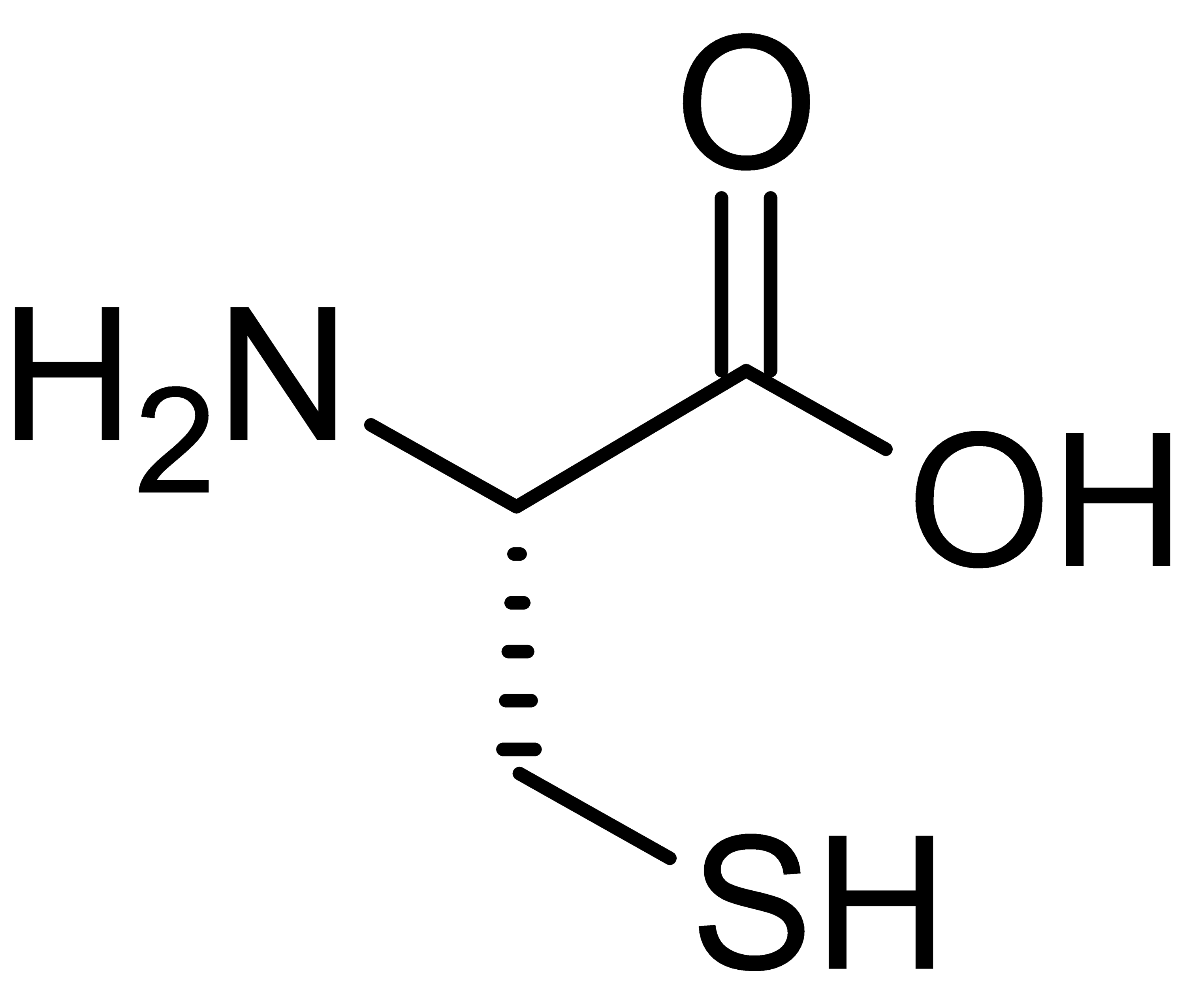
システイン
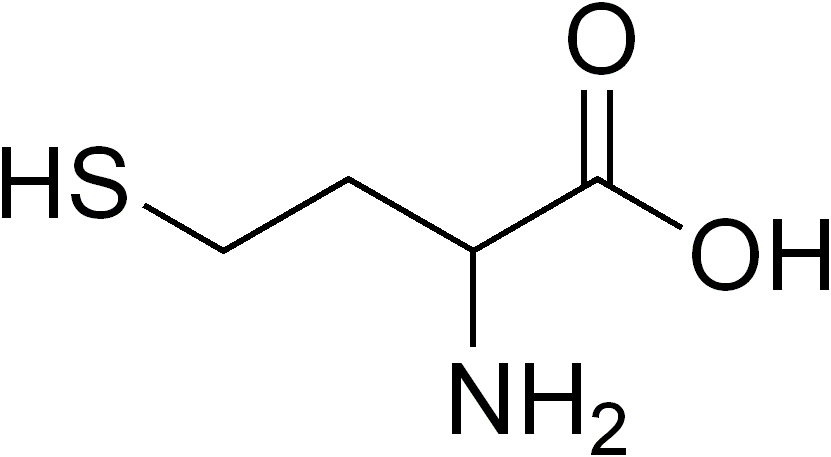
ホモシステイン

タウリン